# Аросєв Олександр Якович
Олександр Якович Аросєв (нар. 25 травня (6 червня) 1890, Казань — розстріляний 10 лютого 1938) — радянський партійний і державний діяч. В 1920 році — голова Верховного революційного трибуналу України. Один з організаторів червоного терору в Україні. До 1927 року працював у ВЧК. Автор ряду історичних і літературних творів. Батько російської радянської акторки О. Аросєвої.

## Біографія
Народився в родині кравця Якова Михайловича Аросєва і швачки Марії Августівни Гольдшмідт. Батько володів в Казані швейною майстернею і магазином готового одягу на Воскресенській вулиці.
З 1905 року — в партії есерів, учасник революції 1905 року. Член РСДРП(б) з 1907 року. Проводив більшовицьку партійну роботу в Казані, Петербурзі, Москві. Неодноразово арештовувався, був на засланні у Вологодській губернії, звідки втік за кордон.
З 1909 року проживав закордоном, працював у зарубіжних більшовицьких организаціях. З 1909 по 1910 рік навчався на філософсько-філологічному факультеті Льєжського університету.
У 1911 році повернувся в Російську імперію. До грудня 1916 року навчався в Петроградському психоневрологічному інституті, навчання не закінчив. У грудні 1916 — травні 1917 року — навчання в 4-й Московській школі прапорщиків російської армії. У лютому 1917 року був заарештований та відправлений в дисциплінарний батальйон, але незабаром звільнений.
У 1917 році — голова Тверської ради солдатських депутатів. З червня 1917 року — член Всеросійського бюро військових организацій РСДРП(б). З липня по вересень 1917 року перебував під арештом за більшовицьку діяльність.
У листопаді 1917 року — начальник Оперативного відділу штабу Московського військово-революційного комітету та помічник командувача військ Московського військового округу по політичній частині і контррозвідці. У 1918 році — комісар Головповітрофлоту.
У 1920 році — голова Херсонської губернської надзвичайної комісії (ЧК).
У 1920 році був головою Верховного революційного трибуналу Української СРР.
У 1921—1922 роках працював у Повноважного представництві РРФСР у Латвії. Потім — заступник директора в Інституті по історії партії і революції (з 1924 року — Інституті Леніна).
У 1924 — лютому 1926 року — в Повноважному представництві СРСР у Франції. У лютому 1926 — травні 1927 року — 1-й секретар Повноважного представництва СРСР у Швеції.
21 травня 1927 — 1 грудня 1928 року — повноважний представник СРСР у Литві.
2 березня 1929 — 4 червня 1933 року — дипломатичний представник СРСР у Чехословаччині.
З 1934 по липень 1937 року — голова Всесоюзного товариства культурних зв'язків із закордоном.
3 липня 1937 року заарештований органами НКВС. 8 лютого 1938 року був засуджений до розтрілу, 10 лютого 1938 року розстріляний в Москві, за іншими даними — на розстрільному полігоні «Комунарка», разом з В. Антоновим-Овсієнком.

## Декомунізація
За часів комуністичної влади в Україні в деяких містах ім'ям О. Аросєва було названо вулиці. Його було занесено до Списоку осіб, що підпадають під закон про декомунізацію.

## Виноски
1. 1 2  Русская литература XX века. Прозаики, поэты, драматурги / под ред. Н. Н. Скатов — 2005. — С. 105–107. — ISBN 5-94848-245-6
2. ↑  Казак В. Лексикон русской литературы XX века, Lexikon der russischen Literatur ab 1917 — Москва: 1996. — С. 24. — ISBN 978-5-83-340019-7
3. 1 2  Аросев Александр Яковлевич // Большая советская энциклопедия: [в 30 т.] / под ред. А. М. Прохорова — 3-е изд. — Москва: Советская энциклопедия, 1969.
4. ↑  Bibliothèque nationale de France BNF: платформа відкритих даних — 2011.
5. ↑  http://mos.memo.ru/shot-55.htm
6. ↑  Bibliothèque nationale de France BNF: платформа відкритих даних — 2011.